# Алегорія Юстиції
Алегорія Юстиції або Справедливість — алегорична скульптура початку ХVIII ст., венеційського скульптора, призначена для оздоб саду бароко чи Меншиковського палацу в Санкт-Петербурзі.

## Історія

### Інвентарні списки Ермітажу
Довгий час в інвентарних списках скульптур Ермітажу твір рахували як
- Інв № Н ск.760, висота 202 см. Не відомі були ні сюжет, ні автор твору, ні місто виготовлення.

### Побутування скульптури

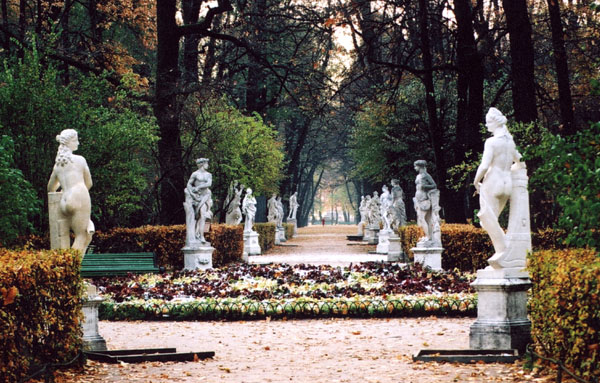
Галявини Літнього саду зі скульптурами

Дослідження твору і архівні розшуки проводив Андросов С. Він і знайшов відомості, що скульптура перебувала в майстерні В. І. Демут-Маліновського (російського скульптора доби пізнього класицизму) на реставрації в 1837 році. Він реставрував ліву рук скульптури. Твір тоді зберігали в коморах Таврійського палацу. Відомо, що після нищівної пожежі 1937 року відновили погорілі дахи і зали Зимового палацу в Петербурзі. Серед відновлених приміщень були і Парадні сходи (Йорданські сходи). Барокові ніші Парадних сходів і прикрасили мармуровими скульптурами доби бароко, що були привезені з комор Таврійського палацу.
Новим для дослідника був протокол Канцелярії від будівництва, датований 1744 роком, який сповіщав: «… минулого листопада 20 дня скульптурної справи майстер Яган Антоній Цвенгоф підпискою показав, що в давньому 1732 році в липні місяці із садової контори прийняв з мешиковського саду мармурових статуй в повний зріст двадцять три (23), також зі свинцю в повний зріст дві. З них того ж року перевезені на Марлинський каскад в Петергоф мармурових п'ять та з свинцю — дві. Як вони називаються, того не пам'ятає. В минулому 1743 році за наказом Її Імператорської величності в Царське Село зі згаданих меншиковських скульптур перевезено з Літнього саду сімнадцять (17)… Їх реєстр прикладаємо. Одна з них іменована Юстиція, залишена в Літньому саду, відтак до неї не маємо відповідної».
Отже, якусь коштовну мармурову скульптуру (Юстицію) видерли з меншиковського саду під час розкрадання і конфіскації майна засланого в Березов вельможі і поставили в Літній сад. Її не узяли навіть для оздоб барокового саду в Царському Селі, бо до неї не мали відповідної. Відомо, що сади тоді прикрашали парними скульптурами чи погруддями, що складали невеликі цикли або ансамблі (Справедливість і Мир, День і Ніч тощо).
Скульптурні алегорії Юстиції — не новина в барокових садах Санкт-Петербурга. До 21 століття збережені:
- «Юстиція» П'єтро Баратта
- «Юстиція» (Павловськ (музей-заповідник))

Якась «Юстиція» стояла і на Парадній брамі до Літнього палацу імператриці Єлизавети Петрівни. Парною до неї була скульптурна алегорія «Милосердя». Їх зняли і з метою збереження передали — в Таврійський палац.

### Гоноровий Меншиков і чесноти
Скульптура «Юстиція» не могла мати парної в випадках, коли входила до циклу чеснот якогось володаря доби бароко. Це звична практика доби — прикрашати його палац або сад уособленням чеснот вельможного володаря або його надгробок по смерти. Гоноровий Меншиков як характерна особа доби бароко міг вважати (або вважав) Справедливість власною чеснотою згідно з тогочасною модою. Він вийшов з суцільного дна Московії, користувався презирством московських вельмож за невельможнє походження і усіляко підтримував власне реноме, коли вибився в привілейоване оточення царя Петра І. Він замовив на початку 18 ст. венеційським скульпторам мармурові скульптури для розкішного власного саду в Санкт-Петербурзі і в Оранієнбаумі. Частку з них придбали вже готовими, частку — виконали наново. Серед них якраз і були алегорії чеснот — «Слава вояка», «Юстиція» і ще дві. «Юстиція» з меншиковського саду не мала пари через те, що входила до циклу чеснот з чотирьох скульптур, які розрізнили в давнину, в потім забули і її походження, і її назву (в 18 столітті її рахували як алегорію «Влади» або «Алегорією Римської імперії»).

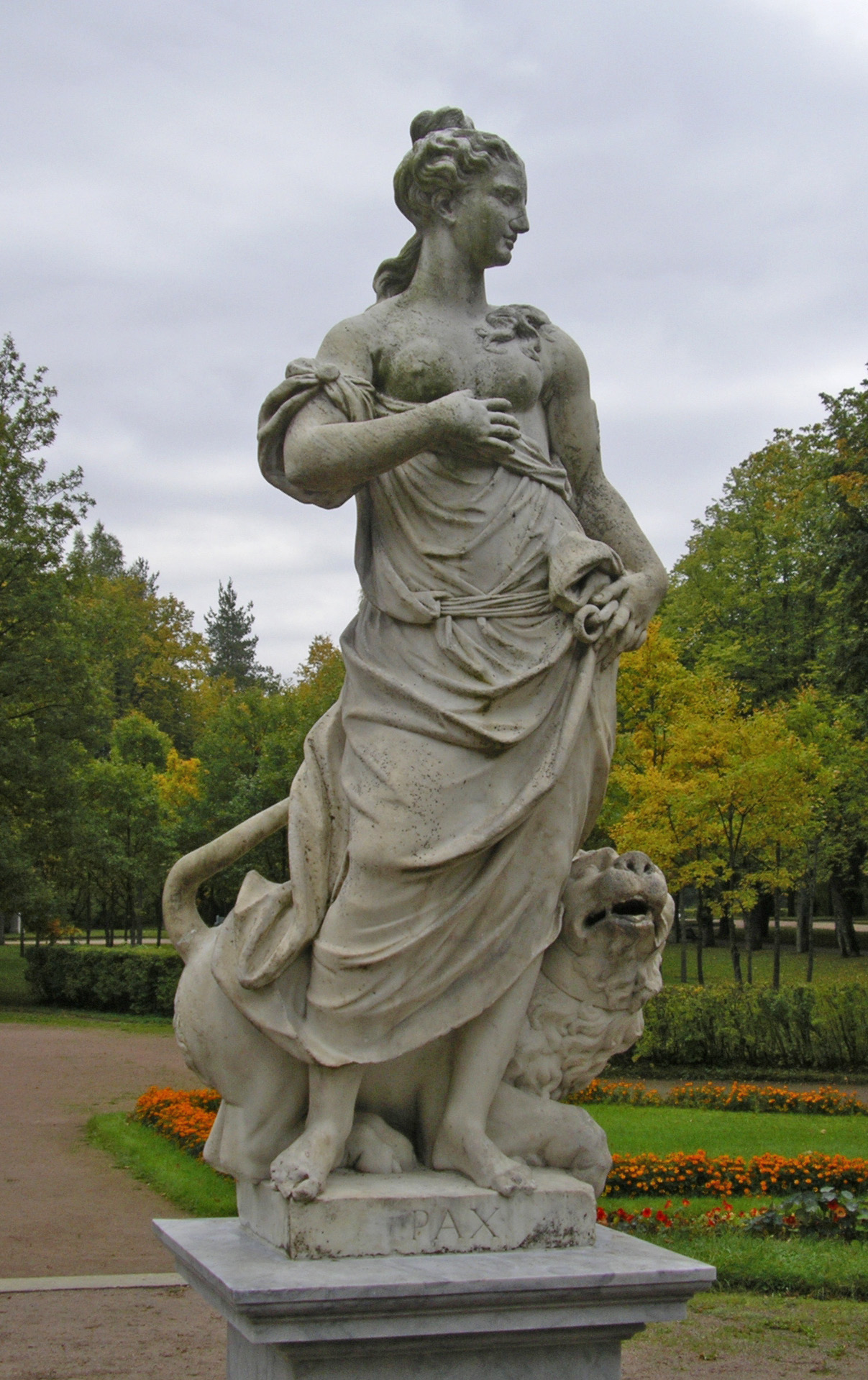
Скульптура - алегорія миру, скульптор П'єтро Баратта, Великі круги, нині Павловськ (музей-заповідник).
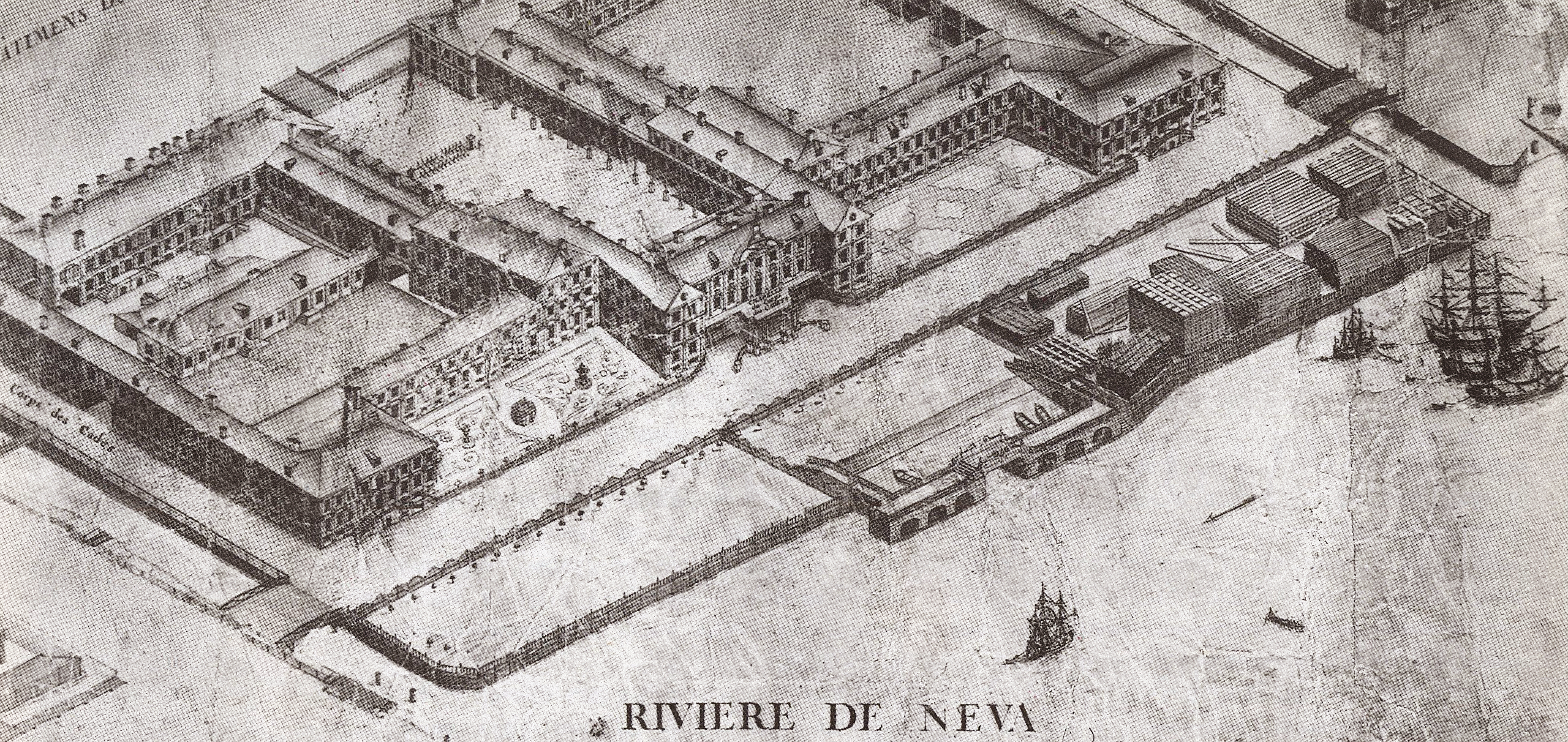
Петербурзький палац Меншикова в середині 18 ст.
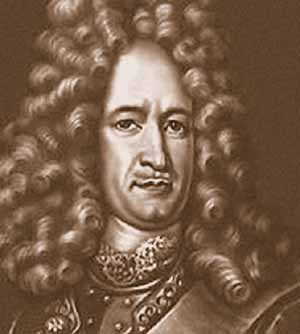
Портрет князя Олександра Меншикова

## Опис твору
Жіноча скульптура з короною на голові і піднятою правою рукою. В лівій руці — меч з левиною голівкою, поряд — терези і жмут фасцій — як вказівка на алегорію Юстиції або Справедливості. Скульптура подана в умовно-історичному одязі, наче підхопленого легким вітерцем. Зморшки драперії створюють вишуканий малюнок, що наближає твір до зразків мистецтва бароко чи переходу до рококо. Мармур білий, високої якості. Реставрована лише ліва рука скульптури і голівка лева на мечі.